# Ancylopus concolor
Ancylopus concolor là một loài bọ cánh cứng trong họ Endomychidae. Loài này được Strohecker miêu tả khoa học năm 1951.